# Elmo Perera
Pour les articles homonymes, voir Perera.
Elmo Noel Joseph Perera, né le 4 décembre 1932 à Madampe (district de Puttalam) et mort le 9 avril 2015, est un prélat catholique srilankais.

## Biographie
Ordonné prêtre le 20 décembre 1960, il est nommé évêque auxiliaire de Galle et évêque titulaire de Gadiaufala (de) le 17 décembre 1992. Il devient évêque de Galle le 1er juin 1995. Il démissionne pour prendre sa retraite le 11 octobre 2004.